# Diane Greene
Pour les articles homonymes, voir Greene.
Diane Greene, née en 1955, est une personnalité et une actionnaire de l'industrie américaine des technologies de l'information, et une ancienne membre du conseil d'administration de Google.  Elle a été aussi une cofondatrice et une dirigeante de VMware de 1998 à 2008. Au sein de Google, elle anime l'ensemble des activités dans le cloud de novembre 2015 à novembre 2018.

## Biographie
Née à Rochester, dans l'État de New York, Diane Greene obtient un Baccalauréat universitaire (bachelor's degree) en génie mécanique à l'Université du Vermont en 1976, puis une maîtrise (master's degree) en architecture navale au Massachusetts Institute of Technology (MIT) en 1978. Dix ans plus tard, en 1988,  elle repasse un second master, en informatique, à l'Université de Californie à Berkeley.
En 1998, Diane Greene, son mari Mendel Rosenblum, Scott Devine, Edward Wang et Edouard Bugnion fondent VMware. En 2004, VMware est acquis par EMC Corporation. Le 8 juillet 2008, Diane Greene est congédiée comme présidente et CEO, et remplacée par Paul Maritz, un ancien de Microsoft. Lorsque le départ de Diane Greene est annoncé, le cours de l'action de VMware plonge de 24%. Trois autres dirigeants, dont son mari Mendel Rosenblum, décident de quitter également la compagnie
Depuis août 2006, Diane Greene est présente au sein du conseil d'administration d'Intuit, un éditeur spécialisé dans les logiciels financiers.
Le 12 janvier 2012, Diane Greene est nommée au conseil d'administration de Google,. Elle y tient le siège détenu jusqu'en octobre 2009 par Arthur Levinson. Elle a été choisie notamment en raison de son expérience d'entrepreneur et  de dirigeant d'entreprise, ainsi que son sens de l'innovation technologique.
En octobre 2013, elle est une des animatrices des journées de démonstration des startups de YCombinator, où elle narre notamment les détails des premiers jours de VMware.
En novembre 2015, elle est nommée vice-présidente pour l'activité cloud de Google, après que Google a acquis Bebop, une start-up californienne spécialisée dans le cloud, qu'elle avait créée. La compagnie de Mountain View s'engage à lui attribuer un peu plus de 200 000 actions au cours des quatre prochaines années, soit plus de 150 millions de dollars au cours actuel (137 millions d'euros). Le mari de Mme Greene, également actionnaire de Bebop, reçoit de son côté 11 000 actions. Ces titres sont reversés à une fondation caritative, précise Google,.
En novembre 2018, elle quitte ses fonctions chez Google Cloud. En mai 2019, elle quitte le conseil d'administration de Google.